# Олимпийски стадион (Лондон)
Олимпийският стадион в Лондон е централното място по време на Олимпийските игри през 2012 г.
Стадионът се намира на Маршгейт Лейн в Стратфорд. Той е с капацитет от 80 000 места, който го прави третия по големина във Великобритания след „Уембли“ и „Туикенхам“. Подготовката за строителство е започнала в средата на 2007 г., а официалната дата за започване на строежа е 22 май 2008 г. Строежът е завършен на 29 март 2011 г.
На 22 март 2013 г. бе оповестено подписването на договор за наем за Олимпийския стадион за срок от 99 г. между „Уест Хам Юнайтед“ и английското правителство, като то се ангажира да вложи 25 милиона паунда в реконструкцията, касаеща редуцирането на седящите места.

## Дизайн
Дизайнът на стадиона е показан на 7 ноември 2007 г. Архитектът Populous е архитектурна фирма, която е специализирана в проектиране на спортни стадиони и центрове, които участват в големи спортни състезания.
Представен от Лондонския комитет по организиране на Игрите е като „уникален стадион с 80 000 седящи места, който ще бъде централно място на Игрите през 2012 г., ще домакинства Откриването, Закриването и дисциплините по лека атлетика, намален до 25 000 седящи места след Игрите, ще бъде новия дом на „Уест Хам Юнайтед“, комбиниран с други спортни и обществени потреби“.

### Галерия
- януари 2009
- Май 2009
- Април 2010